# 陆天尧
陆天尧，长期从事有机合成方法学和材料化学的研究，主要研究兴趣包括有机合成方法、仿生高分子合成、有机无机混成材料、有机光电材料以及模拟光合作用等。
- 1967年毕业于台湾大学农业化学系。
- 1974年获美国芝加哥大学博士学位，后到美国明尼苏达大学做博士后研究。
- 1976-1988年到香港中文大学任讲师、高级讲师。
- 1988年任台湾大学化学系教授，曾任台湾中央研究院化学研究所特聘研究员、所长及台大特聘讲座教授和中国科学院上海有机化学研究所特聘教授等职。

陆天尧教授在本领域的主要贡献之一是用有机合成化学的方法解决材料化学中的重要科学问题，系统探索了有机合成方法及其在有机材料方面的应用。早期在合成方法学方面的工作，尤其在碳－硫键断裂以及硫缩醛在合成上的应用，成为最近在高分子领域工作的基础。1997年发表第一篇有关含硅高分子的合成及光物理性质的论文，奠定了其在有关功能高分子（或寡聚物）合成、结构和性质测定以及其在光电领域的应用的工作。陆天尧教授先后在国际重要化学期刊发表学术论文220余篇，拥有四项专利，合著一本《有机合成》教科书，在国际会议上应邀作大会主题报告及邀请报告70多次(包括九次IUPAC的会议)。陆天尧教授还担任许多重要国际期刊（如欧洲化学（Chem. Eur. J.）、亚洲化学(Chem. Asian J.)、化学通讯(Chem. Commun.)、金属有机化学(J. Organomet. Chem.)、日本化学会志(Bull. Chem. Soc. Jpn.)等）的编委及国际学术会议的咨询委员，曾获得台湾”国科会“杰出研究奖、特约研究人员、庄守耕公益基金科学奖、”行政院“杰出科学技术人才奖、侯金堆杰出荣誉奖、台湾”中央研究院“特聘研究员和台大特聘讲座教授等。